# Minhocal
Minhocal ist eine Gemeinde (Freguesia) im portugiesischen Kreis Celorico da Beira. In ihr leben 142 Einwohner (Stand 19. April 2021).